# Tomas Tranströmerpriset
Der Tomas Tranströmerpriset (Tomas-Tranströmer-Preis) ist ein Literaturpreis, der alle zwei Jahre von der schwedischen Stadt Västerås verliehen wird und mit 200.000 Kronen dotiert ist (Stand 2020). Er ist nach dem lange in Västerås ansässig gewesenen Tomas Tranströmer benannt, wurde 1997 ins Leben gerufen und wird jeweils an einen Lyriker, in der Regel aus den nordischen Ländern oder einem der Ostsee-Anrainer-Staaten, vergeben. Ausnahmsweise kann ein Lyriker aus einem anderen Land ausgezeichnet werden.

## Preisträger
- 1998 Vizma Belševica, Knuts Skujenieks (Lettland)
- 2000 Adam Zagajewski (Polen)
- 2002 Bengt Emil Johnson (Schweden)
- 2004 Inger Christensen (Dänemark)
- 2006 Lars Gustafsson (Schweden)
- 2008 Robert Bly (USA, hat norwegische Vorfahren)
- 2010 Kjell Espmark (Schweden)
- 2012 Durs Grünbein (Deutschland)
- 2014 Lasse Söderberg (Schweden)
- 2016 Sirkka Turkka (Finnland)
- 2018 Eva Runefelt (Schweden)
- 2020 Louise Glück (Vereinigte Staaten)[2]
- 2022 Lennart Sjögren (Schweden)